# Macrocarpaea biremis
Macrocarpaea biremis är en gentianaväxtart som beskrevs av Jason Randall Grant. Macrocarpaea biremis ingår i släktet Macrocarpaea och familjen gentianaväxter. Inga underarter finns listade i Catalogue of Life.